# Georg Christoph Kreyßig
Georg Christoph Kreyßig, auch Kreysig, (* 1697 in Kranzahl; † 13. Januar 1758 in Dresden) war ein deutscher Buchhändler und Regionalhistoriker.

## Leben
Der Sohn des gleichnamigen Dorfrichters aus dem erzgebirgischen Dörfel besuchte von 1707 bis 1713 die Schule in Annaberg und studierte im Anschluss Geschichte und Theologie an den Universitäten in Leipzig und Wittenberg. Nach dem Abschluss 1718 mit einem Magistergrad wirkte er an verschiedenen Orten als Hauslehrer und ging 1722 zurück nach Annaberg. 1724 ließ er sich in Dresden nieder, wo er zunächst als Hauslehrer bei dem Hofrat Bastineller angestellt wurde. Seit 1725 stand er dem Auktionator Johann Christian Heyden zur Seite, nach dessen Tod er das Amt des Königlichen Bücher- und Medaillenauktionators übernahm. Er betätigte sich als Bibliograph und Historiker, wobei er sich insbesondere mit Regional- und Landesgeschichte Obersachsens befasste. In enger Zusammenarbeit mit den Historikern Johann Georg Knauth, Johann Gottlob Horn und Johann Christian Schöttgen stellte er mehrere mehrbändige Quellensammlungen zur sächsischen Landesgeschichte zusammen. Er gilt als einer der wichtigsten Wegbereiter einer wissenschaftlich fundierten Landesgeschichtsschreibung in Sachsen.

## Werke
- Historische Bibliothek von Obersachsen und einigen angrenzenden Ländern, nach allen Teilen der Historie gesammelt, in gehörige Ordnung gebracht und mit nötigen Registern versehen, Dresden und Leipzig, 1732 (Digitalisat)
- M.g.c. Kreysigs Nachlese zum Buchdrucker-jubilæo in Ober-sachsen, oder Historie derer Ehemahl.: Buchdrucker zu Altenburg,... Zwickau..., 1741 (Digitalisat)
- Beyträge zur Historie derer chur- und fürstlich Sächsischen Lande, 6 Teile (Teile 1–4 von ihm, Teile 5 und 6 von H. G. Francke), Altenburg 1754–64 (Digitalisate: Teil 1, Teil 2, Teil 3, Teil 4, Teil 5, Teil 6)
- Diplomatische und curieuse Nachlese der Historie von Obersachsen, mit Johann Christian Schöttgen, 12 Teile, Dresden und Leipzig, 1730–33 (Digitalisate: Teil 1, Teil 2, Teil 3, Teil 4, Teil 5, Teil 6, Teil 7, Teil 8, Teil 9, Teil 10, Teil 11, Teil 12)
- Nachrichten von Blechmüntzen verschiedener Völcker und dicken Müntzen der Teutschen in Mittlern Zeiten, 1749 (Digitalisat)
- Diplomataria et scriptores hist. Germ. med. aevi, von Johann Christian Schöttgen und Georg Christoph Kreysig, 3 Bände (davon der 3. Band von H. G. Francke), Altenburg 1753–60 (Digitalisate: Band 1, Band 2, Band 3)